# Remy Abell
Remy Abell (Louisville, 17 agosto 1992) è un cestista statunitense.